# Petrie Prize Lecture
Petrie Prize Lecture – nagroda przyznawana przez Canadian Astronomical Society za wybitne osiągnięcia w dziedzinie astrofizyki. 

## Laureaci
- 1970: Alastair G. W. Cameron
- 1971: Jesse Greenstein
- 1971: Carlyle Smith Beals
- 1977: J. Beverly Oke
- 1979: Geoffrey Burbidge
- 1981: Hubert Reeves
- 1983: M.J. Plavec
- 1985: Charles Townes
- 1987: Henry Matthews
- 1989: James Peebles
- 1991: Peter B. Stetson
- 1993: Maarten Schmidt
- 1995: George Herbig
- 1997: Alexei Filippenko
- 1999: Sidney van den Bergh
- 2001: James E. Gunn
- 2003: Martin Rees
- 2005: Reinhard Genzel
- 2007: Ewine van Dishoeck
- 2009: Scott Tremaine
- 2011: Andrew Fabian
- 2013: Françoise Combes
- 2015: Wendy Freedman
- 2017: Charles A. Beichman
- 2019: Gabriela Gonzalez